# Dolno Sădievo
Dolno Sădievo (bulgariska: Долно Съдиево) är ett distrikt i Bulgarien.   Det ligger i kommunen obsjtina Madzjarovo och regionen Chaskovo, i den södra delen av landet, 230 km sydost om huvudstaden Sofia.